# 뒤스부르크 중앙역
뒤스부르크 중앙역(Duisburg Hauptbahnhof)은 독일 서부의 도시인  뒤스부르크에 위치한 철도역이다. 북서부 루르에 있는 많은 주요 국내 및 국제 철도 노선의 환승 지점에 위치하고 있다.

## 노선
이 역은 비교적 직선인 뒤스부르크-뒤셀도르프 철도 노선의 북쪽 끝에 위치해 있다. 현재 4개의 궤도가 있으며 일부는 5개로 되어있다. 동쪽으로 평행하게 위치한 뒤셀도르프행 노선의 잔재인 뒤스부르크 베다우(Duisburg-Wedau)행 노선은 오늘날에는 지역 셔틀 열차를 볼 수 있는 정도이고, 화물 열차(대개 역을 지나지 않고 동쪽으로 약 3.2 km 떨어진 화물 전용선에서 우회한다)가 많이 이용된다. 남쪽에서 세 번째 노선은 크레펠트 및 묀헨글라트바흐 행 철도 노선이다. 이 노선은 라인강을 건넌 다음 본선과 라인하우젠에서 뫼르스와 크산텐행 지선으로 분기된다. 역 북쪽으로 7개의 선로가 루르강을 건너(미로같은 거더교 때문에 산업유산노선(산업유산의 경로에서 볼 수 있는 광경이다) 3개 노선으로 분기되어, 오버하우젠에서 안트베르펀행으로 가거나, 다른 선로는 겔센키르헨을 경유하여 도르트문트까지 운행된다. 4개 선로가 동쪽으로 가서 에센과 보훔을 경유하여 도르트문트까지 운행한다.

## 운영 현황

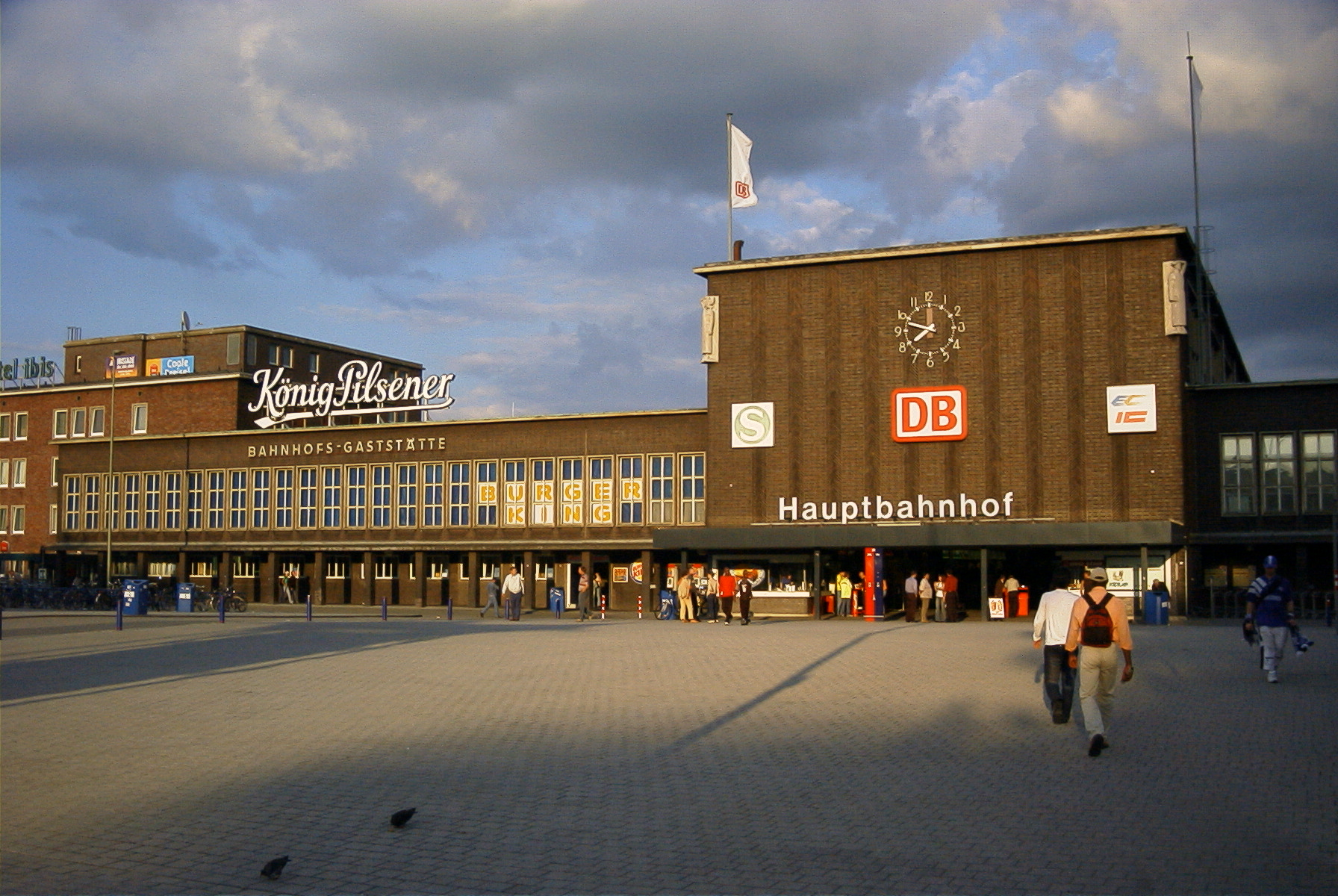
2004년의 중앙역

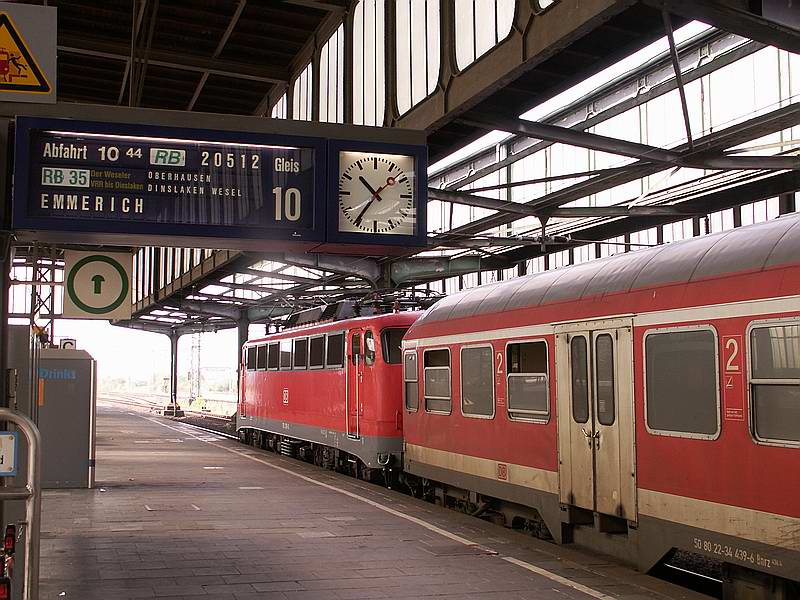
역 내부

### 철도
이 역은 네덜란드, 베를린, 스위스, 뮌헨, 프랑크푸르트, 쾰른을 오가는 인터시티익스프레스, 인터시티, 유로시티 열차의 중요환승지점이다. 또한 레기오날익스프레스, 레기오날반의 중요 환승지점이며 역에서 정차하는 라인-루르 S반 노선이 2개 있다. 근처 슈타트반 역은 뮐하임과 뒤셀도르프 행 트램 운행 외에 지역간을 연결하기도 한다.

### 시내 교통

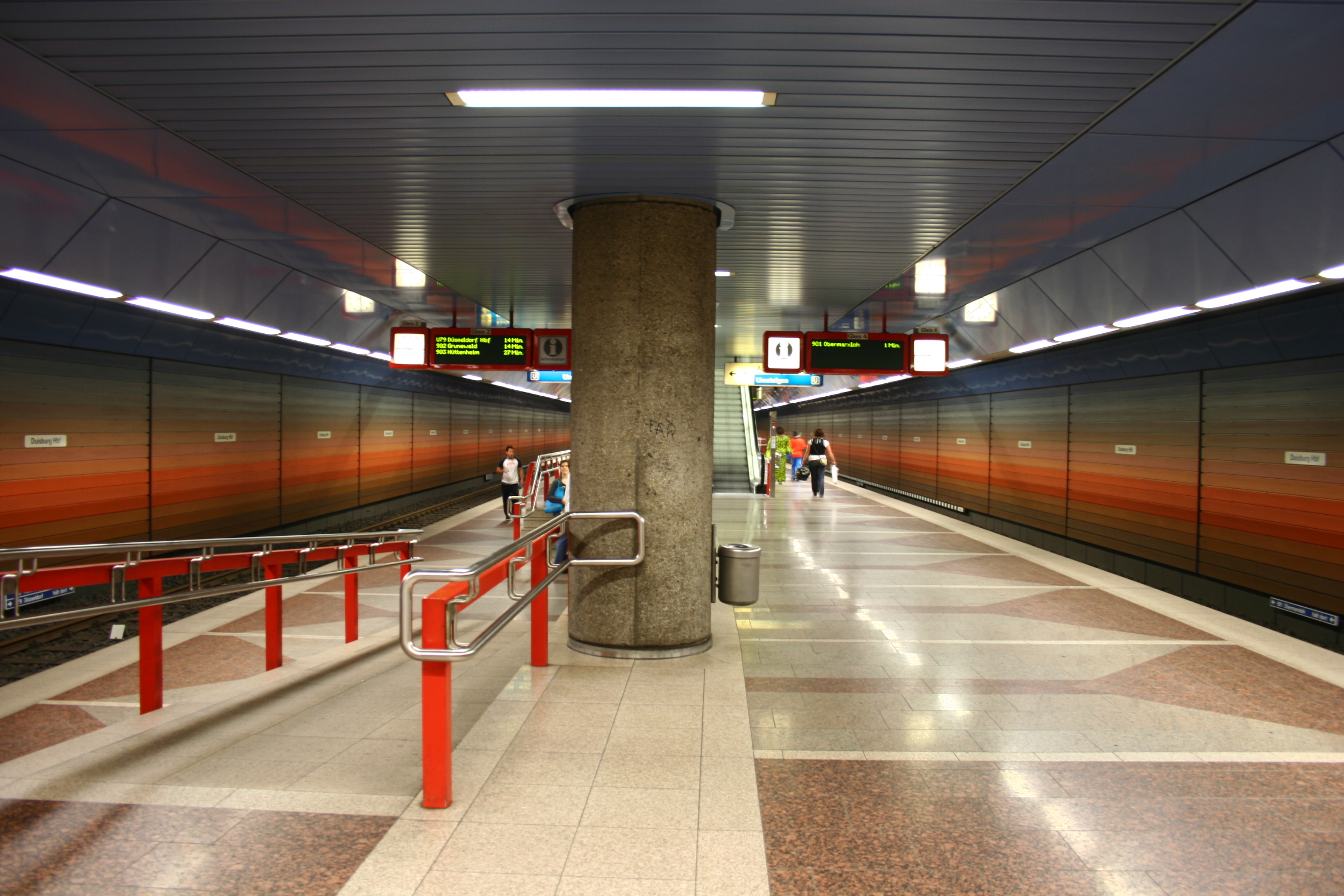
2009년 뒤스부르크 슈타트반(VRR의 일부) 지하역

트램과 버스는 북쪽의 대합실(본관과는 연결되지 않음)에서 탑승할 수 있다. 중앙 대합실 동쪽 끝에 또 다른 버스 정류장이 있지만, 그 곳에서 모든 노선이 역을 정차하지는 않는다. 택시는 본관 양쪽에서 이용할 수 있다. 이 역은 정문 앞 광장 아래의 자동차 전용도로 A59와 직접 연결되어 있다. 시외버스는 역의 도시 끝에 있는 작은 버스 정류장(택시 승강장 뒤 왼쪽)에서 출발한다.

## 역 외형
현재의 역 건물은 1930년대부터 시작하여 쾨니히스베르크의 역을 본떠 지어졌다. 제2차 세계대전 이후 대규모로 재건되었고 많은 특징(예: 중앙홀의 벽화)들이 사라졌다. 6개의 플랫폼은 남쪽 끝에 있는 기관고와 북쪽의 현대식 캐노피로 덮여 있으며, 두번째 중앙홀에는 버스 및 트램 정류장이 있다.
현재의 역은 지붕에 틈새가 많아 보수를 필요로 하는 기관고의 영향으로 다소 칙칙한 느낌을 가지고 있다.

## 편의시설
보통 크기의 역과 마찬가지로 뒤스부르크 중앙역은 중앙홀과 대합실에 여러 개의 상점을 두고 있다. 여기에는 서점, 이발소, 여러 통신 액세서리 중개소, 바 2곳, 작은 갬블링 아케이드, 여러 제빵점과 패스트푸드 가판대 등이 포함된다. 매표소는 중앙홀(시내 출구)에 있으며, 중앙홀의 시작 지점 화장실 옆에 사물함이 설치되어 있다. 대합실 외부의 역 건물에는 호텔과 지역 신문사가 있으며, 2006년초에 폐쇄 이후로 비어있는 대규모 나이트클럽이 있었다.

## 열차 운행
이 역에서 운행되는 열차 계통은 아래와 같다.
- 인터시티익스프레스 (ICE 10) : (쾰른/본 공항 -) 뒤셀도르프 - 에센 - 도르트문트 - 함 - 하노버 - 베를린
- 인터시티익스프레스 (ICE 41) : 도르트문트 - 에센 - 뒤셀도르프 - 쾰른 - 프랑크푸르트 - 뉘른베르크 - 뮌헨
- 인터시티익스프레스 (ICE 41) : 뒤셀도르프 - 에센 - 도르트문트 - 카셀 - 프랑크푸르트 - 뉘른베르크 - 뮌헨
- 인터시티익스프레스 (ICE 42) : 뮌스터 – 도르트문트 – 에센 – 뒤셀도르프 – 쾰른 – 프랑크푸르트 – 만하임 – 슈투트가르트 – 뮌헨
- 인터시티익스프레스 (ICE 43) : 암스테르담 - 뒤셀도르프 - 쾰른 - 프랑크푸르트 - 카를스루에 - 바젤
- 인터시티익스프레스 (ICE 47) : 도르트문트 – 에센 – 뒤셀도르프 – 쾰른/본 공항 – 프랑크푸르트 공항 – 만하임 – 슈투트가르트
- 인터시티익스프레스 (ICE 50) : 뒤셀도르프 - 에센 - 도르트문트 - 카셀 - 에르푸르트 - 라이프치히 - 드레스덴
- 인터시티익스프레스 (ICE 78) : 암스테르담 - 뒤셀도르프 - 쾰른 - 프랑크푸르트
- 인터시티익스프레스 (ICE 91) : 함부르크 - 브레멘 - 뮌스터 - 도르트문트 - 에센 - 뒤셀도르프 - 쾰른 - 코블렌츠 - 프랑크푸르트 - 뉘른베르크 - 파사우 - 린츠 - 빈
- 유로시티 (EC 30) : 함부르크 - 브레멘 - 뮌스터 - 도르트문트 - 에센 - 뒤셀도르프 - 쾰른 - 코블렌츠 - 마인츠 - 만하임 - 카를스루에 - 바젤 - 취리히 - 쿠어
- 인터시티 (IC 30) : 베스터란트 - 함부르크 - 브레멘 - 뮌스터 - 도르트문트 - 에센 - 뒤셀도르프 - 쾰른 - 코블렌츠 - 마인츠 - 만하임 - 슈투트가르트
- 유로시티 (EC 32) : 뮌스터 - 뒤셀도르프 - 쾰른 - 코블렌츠 - 마인츠 - 만하임 - 슈투트가르트 – 뮌헨 – 잘츠부르크 – 필라흐 – 클라겐푸르트
- 유로시티 (EC 32) : 뮌스터 - 뒤셀도르프 - 쾰른 - 코블렌츠 - 마인츠 - 만하임 - 슈투트가르트 – 린다우 - 인스부르크
- 인터시티 (IC 32) : (베를린 - 하노버 -) 도르트문트 - 에센 - 뒤셀도르프 - 쾰른 - 코블렌츠 - 마인츠 - 만하임 - 슈투트가르트 - 뮌헨
- 인터시티 (IC 35) : 노르트다이히 - 엠덴 - 라이네 - 뮌스터 - 뒤셀도르프 - 쾰른 - 코블렌츠 - 마인츠 - 만하임 - 카를스루에 - 콘스탄츠
- 인터시티 (IC 50) : 뒤셀도르프 - 에센 - 도르트문트 - 카셀 - 에르푸르트 - 라이프치히
- 인터시티 (IC 55) : 드레스덴 - 라이프치히 - 마그네부르크 - 하노버 - 도르트문트 - 에센 - 뒤셀도르프 - 쾰른 - 코블렌츠 - 마인츠 - 만하임 - 슈투트가르트 - 오베르츠도르프
- 인터시티 (HKX) : 함부르크 - 오스나브뤼크 - 뮌스터 - 에센 - 뒤셀도르프 - 쾰른
- 지역열차 RE 1 NRW-익스프레스 : 아헨 - 쾰른 - 뒤셀도르프 - 뒤스부르크 - 에센 - 도르트문트 - 함
- 지역열차 RE 2 라인-하르트-익스프레스 : 뮌스터 - 뒬멘 - 레클링하우젠 - 에센 - 뒤스부르크 - 뒤셀도르프
- 지역열차 RE 3 라인-엠셔-익스프레스 : 함 - 도르트문트 - 겔젠키르헨 - 뒤스부르크 - 뒤셀도르프
- 지역열차 RE 5 라인-익스프레스 : 베젤 - 오버하우젠 - 뒤스부르크 - 뒤셀도르프 - 쾰른 - 본 - 코블렌츠
- 지역열차 RE 6 라인-베저-익스프레스 : 민덴 - 빌레펠트 - 함 - 도르트문트 - 에센 - 뒤스부르크 - 뒤셀도르프 - 노이스 - 쾰른 - 쾰른/본 공항
- 지역열차 RE 11 라인-헬베크-익스프레스 :  카셀 - 파더보른 - 함 - 도르트문트 - 에센 - 뒤스부르크 - 뒤셀도르프
- 지역열차 RE 19 라인-에이설-익스프레스 : 아른헴 - 에미리히 - 베젤 - 오버하우젠 - 뒤스부르크 - 뒤셀도르프
- 지역열차 RE 42 니어스-하르트-익스프레스 : 뮌스터 - 뒬멘 - 레클링하우젠 - 에센 - 뒤스부르크 - 크레펠트 - 묀헨글라드바흐
- 근거리열차 RB 31 니더라인슈트레케 : 크산텐 - 뫼르스 - 뒤스부르크
- 근거리열차 RB 33 라인-니어스-반 : 뒤스부르크 - 크레펠트 - 묀헨글라드바흐 - 아헨
- 근거리열차 RB 35 엠셔-니더라인-반 : 베젤 - 오버하우젠 - 뒤스부르크 - 크레펠트 - 묀헨글라드바흐
- 근거리열차 RB 37 데어 베다우어 : 뒤스부르크 - 뒤스부르크-엔텐팡
- 라인-루르 S반 S 1 : 솔링겐 - 뒤셀도르프 - 뒤스부르크 - 에센 - 도르트문트
- 라인-루르 S반 S 2 : 뒤스부르크 - 오버하우젠 - 에센 - 겔젠키르헨 - 도르트문트

## 인접정차역
| 탈리스                                 | 탈리스                         | 탈리스                                         |
| -------------------------------------- | ------------------------------ | ---------------------------------------------- |
| 뒤셀도르프 중앙역 파리 북역            | 탈리스                         | 에센 중앙역 도르트문트 중앙역                  |
| DB 페른페르케르                        |                                |                                                |
| 뒤셀도르프 공항역 뒤셀도르프 또는 쾰른 | ICE 10                         | 에센 베를린-게순트브루넨                       |
| 뒤셀도르프 프랑크푸르트                | ICE 41                         | 에센 도르트문트                                |
| 뒤셀도르프 프랑크푸르트                | ICE 42                         | 에센 뮌헨                                      |
| 뒤셀도르프 바젤 SBB                    | ICE 43                         | 오버하우젠 암스테르담 센트랄                   |
| 뒤셀도르프 슈투트가르트                | ICE 47                         | 에센 도르트문트                                |
| 뒤셀도르프 공항 비스바덴               | ICE 50                         | 에센 드레스덴                                  |
| 뒤셀도르프 프랑크푸르트                | ICE 78                         | 오버하주네 암스테르담 센트랄                   |
| 뒤셀도르프 빈                          | ICE 91                         | 에센 도르트문트                                |
| 뒤셀도르프 만하임                      | IC/EC 30                       | 에센 함부르크 알토나                           |
| 뒤셀도르프 슈투트가르트                | IC/EC 32                       | 뮐하임 베를린                                  |
| 뒤셀도르프 공항 쾰른                   | IC/EC 35                       | 오버하우젠 엠덴                                |
| 뒤셀도르프 쾰른                        | IC 55                          | 뮐하임 쾰른                                    |
|                                        |                                |                                                |
| 뒤셀도르프 쾰른 중앙역                 | FLX 20                         | 에센 함부르크 중앙역                           |
|                                        |                                |                                                |
| 뒤셀도르프 아헨 중앙역                 | FLX 30                         | 에센 베를린 쥐트크로이츠                       |
| 아벨리오 레일 NRW                      |                                |                                                |
| 뒤셀도르프 공항 아헨 중앙역            | RE 1 NRW-익스프레스            | 뮐하임 중앙역 함 중앙역                        |
| 뒤셀도르프 공항 뒤셀도르프 중앙역      | RE 11 라인-헬베크-익스프레스   | 뮐하임 중앙역 카셀-빌헬름스회에                |
| 뒤셀도르프 공항 뒤셀도르프 중앙역      | RE 19 라인-에이설-익스프레스   | 오버하우젠 아른험                              |
| 시·종착역                              | RB 32 라인-엠셔-반             | 오버하우젠 도르트문트 중앙역                   |
| 뒤셀도르프 공항 뒤셀도르프 중앙역      | RB 35 엠셔-니더라인-반         | 오버하우젠 아른험                              |
| DB 레기오 NRW                          |                                |                                                |
| 뒤셀도르프 공항 뒤셀도르프 중앙역      | RE 2 라인-하르트-익스프레스    | 뮐하임 중앙역 오스나브뤼크                     |
| 라인하우젠 묀헨글라트바흐 중앙역       | RE 42 니르스-하르트-익스프레스 | 뮐하임 중앙역 뮌스터 중앙역                    |
| 뒤스부르크-호흐펠트 남 아헨 중앙역     | RB 33 라인-니르스-익스프레스   | 뮐하임-슈티름 에센 중앙역                      |
| 유로반                                 |                                |                                                |
| 뒤셀도르프 공항 뒤셀도르프 중앙역      | RE 3 라인-엠셔-익스프레스      | 오버하우젠 함 중앙역                           |
| 나티오날 익스프레스                    |                                |                                                |
| 뒤셀도르프 공항 베젤 중앙역            | RE 5 라인-익스프레스           | 오버하우젠 중앙역 코블렌츠 중앙역              |
| 뒤셀도르프 공항 쾰른/본 공항           | RE 6 라인-베저-익스프레스      | 뮐하임 중앙역 민덴 중앙역                      |
| 노르트베스트반                         |                                |                                                |
| 라인하우젠 뫼르스                      | RE 44                          | 오버하우젠 중앙역 보트로프                     |
| 라인하우젠 크산텐                      | RB 31                          | 시·종착역                                      |
| 라인-루르 S반                          |                                |                                                |
| 뒤스부르크 슐렌크 솔링겐 중앙역        | S 1                            | 뮐하임-슈티름 도르트문트 중앙역                |
| 라인-루르 슈타트반                     |                                |                                                |
| 뒤세른 뒤스부르크-마이데리히 남        | 뒤셀도르프 슈타트반 U79호선    | 쾨니크-하인리히-플라츠 대학교 동부/식물원      |
| 루테르플라츠 뮐하임(루르) 중앙역       | 뒤스부르크 노면전차 901호선    | 쾨니크-하인리히-플라츠 오버마르크슬로 슐라이퍼 |
| 뒤세른 딘슬라켄 역                     | 뒤스부르크 노면전차 902호선    | 쾨니크-하인리히-플라츠 마네스만 토르 II        |